# Sweet Dreams (Are Made of This)
〈Sweet Dreams (Are Made of This)〉는 영국의 뉴웨이브 듀오 유리스믹스의 노래로, 두 번째 정규 앨범 《Sweet Dreams (Are Made of This)》의 수록곡이다. 빌보드 핫 100 1위와 영국 싱글 차트 2위를 한 곡이다. 미국 음반 산업 협회(RIAA) 인증 골드 등급을, 영국 축음기 협회(BPI) 인증 플래티넘 등급을 받은 곡이다.